# Polònia
Polònia (co znaczy Polska w języku katalońskim) – popularny komediowy program telewizyjny w języku katalońskim, nadawany w Katalonii (Hiszpania) na kanale 
TV3 przez regionalnego publicznego nadawcę telewizyjnego TVC (Televisió de Catalunya).
Program ten ma ponad milion widzów i jest jednym z najczęściej oglądanych programów telewizyjnych w Katalonii. Prowadzi go Toni Soler, popularny kataloński prezenter. Program ten zdobył w roku 2007 nagrodę Premios Ondas.
Nazwa tego programu nawiązuje do określenia polaco, które  po hiszpańsku dosłownie znaczy Polak lub polski, natomiast w języku potocznym jest określeniem pejoratywnym i znaczy Katalończyk lub język kataloński.

## Niektóre parodiowane osobistości
- Magdalena Álvarez
- José María Aznar
- Esperanza Aguirre
- José Bono Martínez
- Josep Antoni Duran i Lleida
- María Teresa Fernández de la Vega
- Francisco Franco
- Baltasar Garzón
- Juan José Ibarretxe
- Joan Laporta
- Lluís Llach
- Francesc Macià
- Quim Monzó
- Arnaldo Otegi
- Joan Puigcercós i Boixassa
- Jordi Pujol i Soley
- Mariano Rajoy
- Albert Rivera
- José Luis Rodríguez Zapatero
- Alfredo Pérez Rubalcaba
- Alicia Sánchez-Camacho
- Soraya Sáenz de Santamaría
- Elena Salgado
- Xavier Trias
- Król Juan Carlos
- Królowa Zofía
- Książę Filip (jeszcze jako następca tronu)
- Księżna Letycja

spoza Hiszpanii
- Angela Merkel
- Cristina Fernández de Kirchner
- Barack Obama
- Michelle Obama
- Nicolas Sarkozy
- Benedykt XVI
- Bóg przemawiający z argentyńskim akcentem